# Вукчевич, Иван (футболист)
Иван Вукчевич (швед. Иван Вукчевић; род. 4 декабря 2001, Черногория) — черногорский футболист, нападающий клуба «Войводина».

## Клубная карьера
Вукчевич — воспитанник клуба «Зета». В 2018 году в матче против «Титоград» он дебютировал в чемпионате Черногории. 10 ноября в поединке против «Грбаля» Иван забил свой первый гол за «Зету». В начале 2022 года Вукчевич перешёл в сербскую «Войводину». 14 февраля в матче против «Напредак» он дебютировал в сербской Суперлиге. 21 февраля в поединке против «Металаца» Иван забил свой первый гол за «Войводину».